# Claude Halstead Van Tyne
Claude Halstead Van Tyne, noto anche come Claude H. Van Tyne (Tecumseh, 16 ottobre 1869 – Ann Arbor, 21 marzo 1930), è stato uno storico statunitense, vincitore del Premio Pulitzer per la storia.

## Biografia
Insegnò storia presso l'Università del Michigan dal 1903 al 1930 e scrisse diversi libri sulla Rivoluzione americana. Gli fu assegnato, nel 1930, il Premio Pulitzer per la storia grazie alla sua opera The War of Independence, pubblicata nel 1929.